# LNH Division 1 för damer
Ligue Nationale de Handball Division 1, även kallad Division 1 féminin eller D1F, är Frankrikes högsta handbollsdivision för damer. Ligan spelas återkommande sedan 1952 (sedan 1985 med professionell status). Den arrangeras sedan 2004 av Ligue Nationale de Handball och dessförinnan av Fédération Française de Handball.

## Vinnare genom åren
- 1953 Ecole Simon Siégel
- 1954 Ecole Simon Siégel
- 1955 Bordeaux EC
- 1956 Stade Français / Issy-les-Moulineaux
- 1957 CSA Molière
- 1958 US Ivry HB
- 1959 US Ivry HB
- 1960 US Ivry HB
- 1961 SNUC Atlantique
- 1962 Bordeaux EC
- 1963 US Ivry HB
- 1964 US Ivry HB
- 1965 ES Colombes HB
- 1966 ES Colombes HB
- 1967 Stade Marseillais UC
- 1968 ES Colombes HB
- 1969 US Ivry HB
- 1970 US Ivry HB
- 1971 Stella Sports Saint-Maur
- 1972 Stade Pessacais UC
- 1973 ASUL Vaulx-en-Velin
- 1974 US Ivry HB
- 1975 Paris UC
- 1976 Paris UC
- 1977 US Ivry HB
- 1978 Paris UC
- 1979 Troyes OS
- 1980 Paris UC
- 1981 Paris UC
- 1982 US Dunkerque
- 1983 Bordeaux EC
- 1984 Stade Français / Issy-les-Moulineaux
- 1985 USM Gagny 93
- 1986 Stade Français / Issy-les-Moulineaux
- 1987 USM Gagny 93
- 1988 ESBF Besançon
- 1989 ASPTT Metz
- 1990 ASPTT Metz
- 1991 USM Gagny 93
- 1992 USM Gagny 93
- 1993 ASPTT Metz
- 1994 ASPTT Metz
- 1995 ASPTT Metz
- 1996 ASPTT Metz
- 1997 ASPTT Metz
- 1998 ESBF Besançon
- 1999 ASPTT Metz
- 2000 ASPTT Metz
- 2001 ESBF Besançon
- 2002 ASPTT Metz
- 2003 ES Besançon
- 2004 HB Metz Métropole
- 2005 HB Metz Métropole
- 2006 HB Metz Métropole
- 2007 HB Metz Métropole
- 2008 HB Metz Métropole
- 2009 Metz HB
- 2010 Toulon Saint-Cyr Var HB
- 2011 Metz HB
- 2012 HBF Arvor 29
- 2013 Metz HB
- 2014 Metz HB
- 2015 CJF Fleury Loiret HB
- 2016 Metz HB
- 2017 Metz HB
- 2018 Metz HB
- 2019 Metz HB
- 2020 Inställt på grund av Coronaviruspandemin
- 2021 Brest Bretagne HB
- 2022 Metz HB
- 2023 Metz HB